# Šabec
Šabec je priimek več znanih Slovencev:
- Andrej Šabec, arhitekt
- Anton Šabec (1890—1950?), novinar
- Drago Šabec (1930—2023), veterinar, univ. prof.
- Fran Šabec (1870—1954 ali 57), zdravnik prostovoljec-vojaški zdravnik v Balkanski vojni, Sokol
- Ksenija Šabec, kulturologinja
- Maja Šabec, prof. za špansko in hispanoameriško književnost
- Nada Šabec (*1956), jezikoslovka, anglistka, sociolingvistka, univ. prof.
- Rafael Šabec (1926—2017), plastični kirurg
- Robert Šabec, otroški pisatelj, režiser (lutkovni ..), publicist (Idrija)
- Srečko Šabec (1894—1981), mlekarski strokovnjak, kmetijski šolnik